# 警察搜查隊
警察搜查隊（綽號：藍衣忍者；英文：Force Search Unit，縮寫：FSU）於1992年9月19日成立，隸屬於香港警務處行動處行動部行動科重點及搜查組，主要責任為執行反恐及安全保障等搜查任務，並且因應其他警察單位及紀律部隊的求助而協助蒐證。警察搜查隊於要員訪問香港或者香港舉辦國際活動前，均會在現場及附近一帶的範圍執行反恐搜查及安全保障等搜查任務。警察搜查隊是亞洲首支具有反恐能力的搜查隊，亦是警務處編制最龐大的兼任單位。

## 組織
警察搜查隊由一名警司出任主管，由一名總督察出任副主管，下設一名高級督察。警察搜查隊轄下設有高空搜查隊、密閉場地搜查隊、安全檢查隊及汽車搜查隊等隊伍。
警察搜查隊除了總部崗位外，其餘均為兼任職務，僅在有需要時才會集合；當中，20%為女性警務人員。

### 歷任主管
- 李喬奇警司
- 韋志達警司（Peter Whitton）
- 鄧志明警司
- 駱偉略警司

## 歷史
一直以來，反恐搜查任務由駐港英軍負責，然而香港回歸趨近，相關任務的執行及管理負責需要轉為交由其他單位接任。有見及此，加上香港會議展覽中心於1992年竣工，警察搜查隊順勢成立。
1995年，此部隊於前皇后山軍營東部（原址現為山麗苑），設立搜查訓練學校，其後兩度遷址，並於2003年遷入現址。
1997年，警察搜查隊為香港特別行政區成立慶典準備一連串的保安搜查行動期間，發現當中涉及不少高空及密閉空間。因此，警察搜查隊成立了高空搜查隊和密閉空間搜查隊以提升搜查上述空間的能力。

## 遴選訓練

### 初步面試
投考加入警察搜查隊的人員必須擁有至少兩年年資，曾經駐守警察機動部隊獲得優先考慮，獲得所屬主管的推薦後，投考人會接受初步面試。

### 警察搜查及場地保安專業證書課程
成功通過初步面試的投考人，會進入訓練課程──警察搜查及場地保安專業證書課程（英文：Police Professional Search and Venue Security Certificate Programme）。每年有約500名人員投考，平均只有約60名投考人通過上述階段。

### 最後面試
成功通過警察搜查及場地保安專業證書課程的投考人，會接受最後面試，證明其處事細心及擁有高度專注力，能夠在惡劣環境下完成任務，方被考慮成為一員。

## 培訓

### 基本課程、實習及評審面試
警察搜查隊的訓練、教材及文件編制於2009年獲得香港品質保證局頒發ISO 9001︰2008管理系統品質認證。警察搜查隊及後對其訓練課程進行多項改革，由以往著重於職業導向的3週基本訓導課程更改為一個為期3年、以學習為本的4單元課程。包括基本防禦性搜查及場地保安課程（英文：Basic Defensive Search and Venue Security，為期3週）、實習工作（英文：Workplace Attachment，為期18至24月）、高級搜查及場地保安訓練課程（英文：Advanced Course，為期1週）、小組課題研習及書面或口述報告（英文：Syndicate Research and Presentation Project，為期3個月）及考核個人對課程認知的評審面試（英文：Final Board Interview，為時30分鐘）。

### 文憑
於2010年3月，獲得香港學術及職業資歷評審局評定該隊的警察搜查及場地保安文憑（英文：Diploma in Police Search and Venue Security）達至資歷架構第三級，內容包括：進階房間搜查、車輛搜查、各類型檢驗器材的使用原理及運用、大型安全保障行動規劃、職業安全健康知識、進階反恐知識、野外失蹤人士搜索技巧、食品搜查及安全事項，以及人群行為觀察技巧等等。人員通過訓練及獲得上述證書後，可以銜接其他香港專上學院課程；警察搜查隊亦成為首個香港政府部門獲得教育局推行的香港資歷架構認可營辦者。

### 其他
警察搜查隊除了為到香港提供的安保搜查訓練外，亦為到中國大陸、澳門及海外提供專業培訓。此外，警察搜查隊經常與世界各國相關單位交流及教授，包括中國人民解放軍、公安機關、中華民國、澳門、英國、加拿大、荷蘭、芬蘭、土耳其、新加坡及印度等等。

## 制服
成立初期，人員的制服為藍色的工人服，後來逐漸改為統一的藍色工作服及安全鞋，有需要時加上保護衣服，以防止干擾或者污染證物。

## 裝備
- 防靜電保護衣
- 幅核生化保護衣
- 三架腳，於2007年引入，可以協助人員游繩下滑200米。
- 伸縮搜查鏡
- 組合式多功能搜查鏡，獲得國家知識產權局發出實用新型專利，於2011年年底由警員陳雲龍發明[15]。
- 窺視器
- 金屬探測器
  - 手提金屬探測器
- 光纖影像播放器
- 高空偵察儀或者伸縮觀察鏡，俗稱長頸鹿，於2008年引入，一般長度為1.9米，最多可伸展達4米，搖控鏡頭配有夜視功能，可以將影像直接傳送至監察屏幕。
- 車底檢查器，配備可作120度轉動的鏡頭，並且設有發光二極管，可以將車輛底部的影像直接傳送至監察屏幕。
- 樽裝液體檢查器，能驗出膠樽及鋁罐內是否藏有易燃物品及爆炸品[16]。
- 手提離子分析機，透過吸取空氣中的粒子作為樣本，自動分析，從而偵測空間內是否有爆炸品（可以偵測達30種）或生化氣體。
- 離子分析機，價值50萬港元，能驗出毒品和爆炸品的殘留份子[17]
- 地底雷達探測儀，於1998年引入，價值50萬港元，先進的地底雷達探測儀，利用電磁波原理向地底發射，最深達2米，可看出泥土密度有否差異，確定是否曾被翻動[18][19]。
- 光譜檢測儀，於2012年引入，價值50萬港元，主要用作分析爆炸品或易燃物品。
- 傅立葉變換紅外光譜儀，於2012年引入，價值50萬港元[20][21]。
- 電磁波生命探測儀
- X光機
- 遙控偵察直升機[22]

## 大事記
- 1997年香港主權移交儀式
- 1997年全球財富論壇
- 1998年香港國際機場啟用前夕
- 2005年世界貿易組織第六次部長級會議
- 2007年香港特別行政區成立十周年紀念
- 2008年夏季奧林匹克運動會馬術比賽
- 2009年東亞運動會
- 2010年馬頭圍道唐樓倒塌事件
- 每年香港國際七人欖球賽

## 已知行動紀錄
1. 1997年6月：香港主權移交儀式
2. 1998年：為香港國際機場啟用前進行反恐保安保障搜查任務。
3. 2001年5月：為全球財富論壇場地進行反恐安全保障搜查任務。
4. 2002年9月8日：南洋酒店綁架案[23]
5. 2005年12月：世界貿易組織第六次部長級會議
6. 2008年8月：2008年夏季奧林匹克運動會馬術比賽
7. 2009年12月：2009年東亞運動會
8. 2010年1月：馬頭圍道唐樓倒塌事件[24][25]
9. 2011年4月16日：為到訪的俄羅斯總統梅德韋傑夫所留宿的君悅酒店進行反恐安全保障搜查任務[26]。
10. 2011年8月月中：為到訪的中共中央政治局常委、中國國務院副總理李克強所留宿的君悅酒店進行反恐保安保障搜查任務[27]。
11. 2011年8月：為政府總部開幕前進行反恐保安保障搜查任務。
12. 2011年8月19日：10多名人員於深井青龍灣沙灘附近沿山搜索，發現兇殺案中的死者遺留在山坡上的財物[28]。
13. 2012年3月：為2012年香港特別行政區行政長官選舉進行反恐安全保障搜查任務。
14. 2012年3月22至25日：為2012年香港國際七人欖球賽進行反恐安全保障搜查任務。
15. 2012年3月：為到訪的印尼總統蘇西洛所留宿的香格里拉酒店進行反恐安全保障搜查任務。[29][30]
16. 2012年6月26至28日：為到訪的中共中央總書記、中國國家主席胡錦濤於多處，包括君悅酒店、香港會議展覽中心、石崗軍營及啟德郵輪碼頭等，進行反恐安全保障搜查任務[31]。

## 相關參見
- 警犬隊
- 爆炸品處理課
- 要員保護組
- 保護證人組
- 鐵路警區應變小組
- 重要基礎設施保安協調中心